# سیارک ۱۱۹۶۸
سیارک ۱۱۹۶۸ (به انگلیسی: 11968 Demariotte، نامگذاری:1994PR27) یازده هزار و نهصد و شصت و هشتمین سیارک کشف شده‌است که در ۱۲ اوت ۱۹۹۴ کشف شد.
قدر مطلق سیارک برابر ۲۵.۷ است.